# Nishi-ku (Hiroshima)
Nishi (西区 Nishi-ku?) es un barrio de la ciudad de Hiroshima, en la prefectura de Hiroshima, Japón. En junio de 2019 tenía una población estimada de 191.170 habitantes y una densidad de población de 5.368 personas por km². Su área total es de 35,61 km².

## Demografía
Según los datos del censo japonés, esta es la población de Nishi en los últimos años.
| Año del censo | Población |
| ------------- | --------- |
| 1995          | 178.838   |
| 2000          | 179.519   |
| 2005          | 184.795   |
| 2010          | 186.985   |
| 2015          | 190.929   |

## Economía
Las empresas de equipos deportivos Mikasa Sports y Molten Corporation tienen su sede en Nishi-ku.